# Grand Coulee

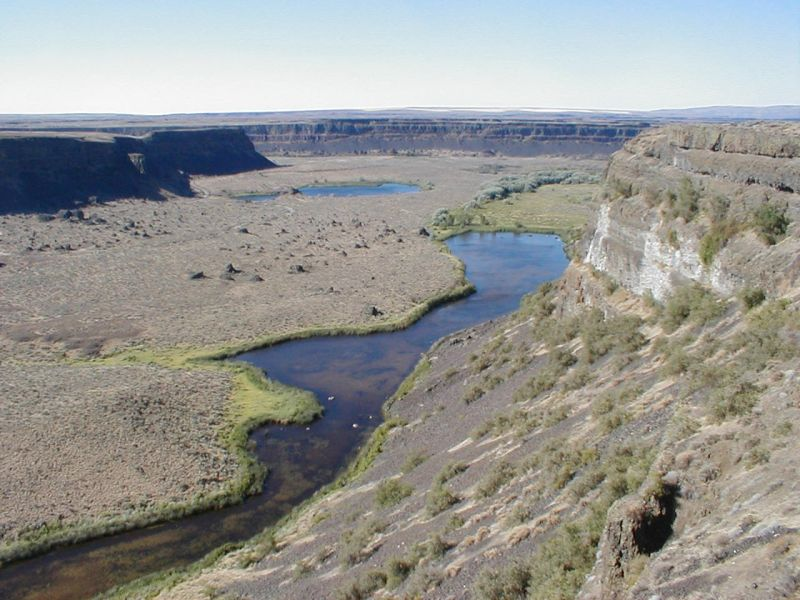
Grand Coulee folyó a Dry falls (Száraz vízesés) alatt

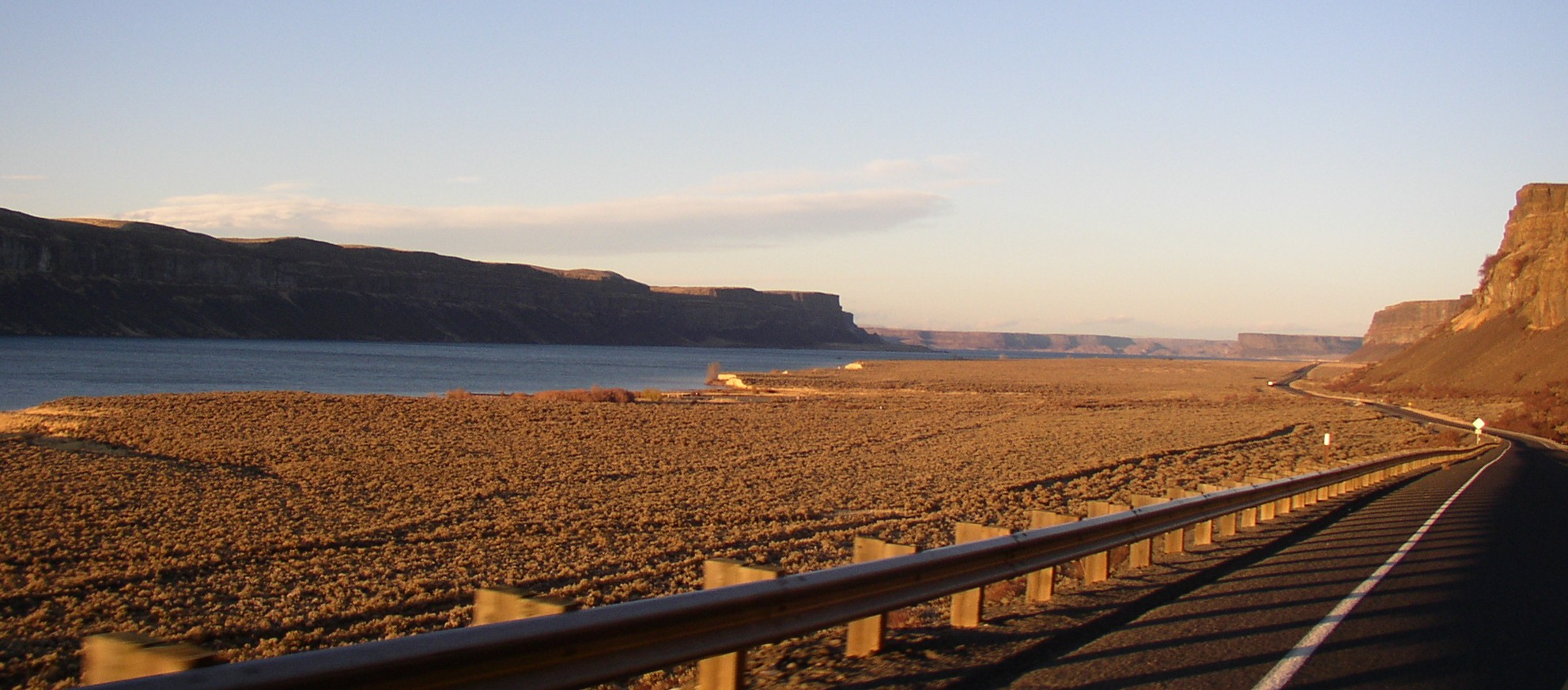

A Grand Coulee egy kanyon Washington államban, az Amerikai Egyesült Államokban. A kanyon átvágja a Washington államban lévő Columbia-fennsíkot.
A Grand Coulee száraz, folyó nem folyik benne. A szurdok a legutóbbi jégkorszak folyamán keletkezett, áradások után. Az áradások során mintegy 50 évente egy 610 méternél nagyobb vízfal áttört egy jéggátat a Sziklás-hegységben, és lezúdult a Csendes-óceán irányába. A víz olyan nagy erőt fejtett ki, hogy felszakította a kőzetet és létrehozta azokat a szurdokokat, amelyeket ma látunk.

## A kanyon ma
A területet egy cserjés sztyepp veszi körül, ahol az átlag évi csapadékmennyiség kevesebb mint 305 mm. 
Az Alsó Grand Coulee Parkban van pár tó, amik igen fontosak a vadon élő állatok számára és meglehetősen kedveltek a vadászok és halászok körében. Vízi sportokat is lehet itt űzni. A Grand Coulee-ben állami parkok is vannak: a Sun Lakes-nél lévő Sun Lakes Állami Park és a Steamboat Rock Állami Park. 

## Fordítás
Ez a szócikk részben vagy egészben  a   Grand Coulee című angol Wikipédia-szócikk fordításán alapul.  Az eredeti cikk szerkesztőit annak laptörténete sorolja fel. Ez a jelzés csupán a megfogalmazás eredetét és a szerzői jogokat jelzi, nem szolgál a cikkben szereplő információk forrásmegjelöléseként.